# Endokapilarni glomerulonefritis
Endokapilarni glomerulonefritis (koriste se i nazivi: proliferativni endokaplirani glomerulonefritis i difuzni endokaplirani glomerulonefritis) je naziv za karakteristično oštećenje glomerula bubrega koje može uzrokovati više različitih bolesti. Definirano je proliferacijom stanica u zahvaćenim mezangijalnim područjima i kapilarnim lumenima. Proliferiraju mezangijalne stanice, endotelne stanice uz migraciju cirkulirajućih upalnih stanica u glomerul. Kapilarni lumeni su zbog proliferacije i edema endotelnih stanica okludirani. Lezija je obično difuzna, rijetko segmentalna ili fokalna. 

## Patohistologija
Glomeruli bubrega izgledaju uvećani s naznačenom hipercelularnošću i sa smanjenim ili očitim gubitkom kapilarnih lumena. Zahvaćen je najčešće čitav glomerul ili difuzno. Stanice u glomerulu sadrže jezgre različitih oblika i veličina, zbog toga što su različitog porijekla (npr. neutrofili, mezangijalne stanice, endotelne stanice, limfociti, monociti). Glomerularna bazalna memebrana nije zadebljana, bez nepravilnosti, glatka. 
Elektronskim mikroskopom vidljiv je gubitak kapilarnog lumena, stanični edem, naslage imunokompleksa na epitelnoj strani kapilarne stijenke. Bazalna membrana je očuvane strukture bez promjena u debljini ili konturama. Ponekad su vidljiv manji i raspršeni depoziti mezangijalno i/ili subendotelno.

## Uzroci
Ovakav tip oštečenja može nastati kao postinfektivni glomerulonefritis uzrokovan infekcijom kože ili grla bakterijom, najčešće lat. Streptococcus pyogenes (tipovi 1, 2, 4, 12, 18, 25, 49, 55, 57 i 60 se smatraju nefritogenim). Ostali zarazni uzroci mogu također uzrokovati bolest, ali rijetko (npr. Streptococcus pneumoniae, Staphylococcus, gram negativni bacilli, treponema, lat. Mycobacterium, Plasmodium, virusi). Uzrok može biti i SLE ili IgA nefropatija. 
|  | Molimo pročitajte upozorenje o korištenju medicinskih informacija. Ne provodite liječenje bez savjetovanja s liječnikom! |